# 章巽
章巽（1914年4月23日—1994年12月），筆名丹楓。浙江金華人，20世纪中国著名的歷史地理學家，主要研究方向為中西交通史、中亚史、中国航海史。

## 生平

### 早年
1914年4月23日（陰曆三月二十八）出生，筆名丹楓，祖籍浙江省金華縣。章巽出生於一個書香門第。父親是一個窮秀才，入贅到他外祖父家中，外祖父也是一個窮秀才。兩歲失怙，章巽便與母親和剛出生兩個月的妹妹相依為命，並一直寄居在外祖父家。母親是個知書達理的新時代婦女，不但能夠讀書識字，還能寫舊體詩詞。這樣，她就在一些鄉村私塾和小學裡做教師，維持生計，後來長期擔任義烏縣立女子完全小學校校長，幫助章巽閱讀《通鑒紀事本末》。
章巽自幼聰穎，之母親的精心培育，1923年下半年畢業于浙江義烏第一小學。

1924年（民國13年）考入位於金華的浙江省立第七中學。

1930年（民國19年）考取浙江大學文理學院。

1930年，因學校發生經費困難，停辦部分文科，轉學國立中央大學歷史系，擔任教員的老師中在中國史方面有繆鳳林、丁山、朱希祖等幾位先生，外國史方面有沈剛伯先生，地理方面有張其昀、胡煥庸兩位先生。這些先生們注意史地科學中的人、地、時三個方面和這三個方面相互之間的關係，對他在民族史方面和歷史沿革地理方面養成較高的興趣。他後來之留心研究中西交通史，實得沈先生之教益。並於1934年畢業。

1934年,在天津南開中學任教一年半，適天津《大公報》招考編輯，便應試考取。此後，在天津、上海、香港《大公報》擔任編輯、編輯主任。
1937年底，一段時間兼任國聞周報編輯。
1939年底，經姚紹華介紹，入上海中華書局編輯所，擔任歷史學科編輯一職。
1941年，因太平洋戰爭爆發，被迫離滬，輾轉重慶。
 1942年春到達重慶後，章巽為了便於讀書，回到已遷往重慶沙坪壩的中央大學，並在歷史系擔任講師，同時協助金兆梓復建了中華書局編輯部門，並將《新中華》雜誌復刊，卽由章巽、金兆梓及錢歌川共同擔負二者編輯之責，其後改任章巽為特約編輯，直至1949年秋。
 1943年暑假，因桂林《大公報》的編輯主任乏人，章巽被邀赴桂林任此職。

### 留學美國
1944年春，被《大公報》駐美特派員，由於工作清閒，章巽便在紐約附近的賓夕法尼亞大學聽課。

1945年在紐約會晤時任中國駐聯合國大會代表團成員的老友胡霖，並時常談及國事。
 先後就學于哥倫比亞大學、約翰霍普金斯大學研究院以及紐約大學研究院，獲有文科學士學位和碩士學位。美國約翰霍普金斯大學受業於潘脫（Sidney Pajnter）和甘白里爾（J. Montgomery Gambrill）兩位教授。後因經濟困難，於1947年暑假回國。

### 回國任職
1947年，受國立中央大學任聘，擔任歷史系教授。
1948年5月,開始兼任復旦大學歷史系教授，直到1949年。同年，加入上海市歷史學會。
1951年因患嚴重的嘔血病由南京上海家中療養，在顧頡剛先生創辦並擔任總編輯大中國圖書局任特約編輯。
1956年5月，再到復旦大學任職歷史系教授。
1979年,開始招收碩士究生，接著被任為世界地區史、國別史學科博士研究生導師。

### 晚年在上海
1979年10月，加入中亞文化研究協會。九三学社社员。曾兼任民間事務有上海市歷史學會理事、中國中亞文化研究協會理事、中國海外交通史研究會顧問、中外關係史學會名譽理事、《中外關係史譯叢》名譽主編，新加坡亞洲研究學會榮譽會員。
1994年12月於上海逝世。

## 主要觀點
- 在學科建設方面，認為歷史地理，尤其是一般的沿革地理，不能認為是歷史學裡面的上層，而只是沉埋在下部的一部分基底知識而已。但這一部分基底知識對於歷史研究學者而言都是需要的，沒有它論文就不能把問題說清楚。
- 在“河水重源說”方面，認為中國歷史文獻中所稱“河水金源說”，竟管傳說中影響甚大，但事實上並無其事。這-傳說的產生，與佛教東傳有密切關係、其產生的時間並不太早，當在西漢時佛教東傳入中國之後。[4]

## 論著

### 論文目錄
1. ．《外西域之古民族》，載開明書店《學林》第五輯（1941年3月）
2. ．《從遠古到戰國時代的海上交通》，載《地理知識》1955年11期
3. ．《秦、漢、三國時代的海上交通》，載《地理知識》1955年12期
4. ．《隋、唐時代的海上交通》，載《地理知識》1956年l期
5. ．《宋、元時代的海上交通》，載《地理知識》1956年2期
6. ．《元“海運”航路考》，載《地理學報》1957年l期
7. ．《秦帝國的主要交通線》，載《學術月刊》1957年2期
8. ．《論河水重源說的產生》，載《學術月刊》1961年10期
9. ．《夏國諸州考》，載《開封師院學報》1963年1期
10. ．《記舊抄本古航海圖》，載《中華文史論叢》1978年7輯
11. ．《絲綢之路的西端》，載《世界地理集刊》1981年創刊號
12. ．《法顯和法顯傳》，載中華書局《中華學術論文集》（1981年11月）
13. ．《中西交通史概述》（陸上部分），復旦大學對研究生講稿（1981年）
14. ．《中西交通史概述》（海上部分），復旦大學對研究生講稿（1981年）
15. ．《桃花石和回紇國》，載《中華文史論叢》1983年2輯
16. ．《真諦傳中之梁安郡》，載《論壇》1983年4期
17. ．《大食帝國的東部疆域》（譯注），載《中外關係史譯叢》第1輯（1984年）
18. ．《水經注和法顯傳》，載《中華文史論叢》1984年3輯
19. ．《紀念鄭和：通過我國航海發展史的觀察》，載《中華文史論叢》1985年2輯
20. ．《我國古代對季風的認識和利用》，在山東長島海外交通史學術討論會提出的論文（1985年7月）

### 著作目錄
1. ．《世界歷史地圖》（編譯，上古史之部），大中國圖書局出版，1952年
2. ．《世界歷史地圖》（編譯，中古之部上），大中國圖片出版社出版，1954年
3. ．《世界歷史地圖》（編譯，中古之部下），大中國圖片出版社出版，1955年
4. ．《中國歷史地圖集（古代史部分）》（與顧頡剛教授合編），地圖出版社出版，1955年
5. ．《我國古代的海上交通》，商務印書館出版，1956年
6. ．《我國古代的海上交通》，俄文譯本，譯者Γ. Β. Γреков，莫斯科蘇聯國家科學出版社出版，1960年
7. ．《中亞古國史》（編譯），[美]麥高文(W．M．McGvern)[著]中華書局出版，1958年
8. ．《春秋圖編稿》
9. ．《戰國圖編稿》
10. ．《西夏圖編稿》
11. ．《中國歷代沿海島嶼輯錄》，以上四種完成於1957年至1966年
12. ．《大唐西域記（校點本）》，上海人民出版社出版，1977年
13. ．《辭海》中西交通史部分（主編），上海辭書出版社出版，1979年
14. ．《古航海圖考釋》，海洋出版社出版，1980年
15. ．《法顯傳校注》，上海古籍出版社出版，1985年
16. . 《中國航海科技史》（主編），海洋出版社，1991年